# Jacoba Roelofs
Jacoba Roelofs (Utrecht, 21 april 1924 - Zwolle, 12 november 1998)  was een Nederlandse kampbewaakster in het concentratiekamp Auschwitz. Kort na de capitulatie in mei 1940 leerde ze een Duitse militair kennen, waardoor ze al op 16-jarige leeftijd kampbewaakster werd. Ze leerde hier haar latere vriendin en schoonzus Ria Jorink kennen.
Na de oorlog werd ze opgepakt en geïnterneerd in kamp De Roskam waar ze ook weer haar vriendin Ria Jorink tegenkwam die daar ook gevangen was gezet. In 1950 werd Roelofs veroordeeld tot tien jaar cel en medio 1953 werd ze vrijgelaten door gratie.
De broer van Ria Jorink, Herman Jorink, keerde in 1951 gewond terug uit Korea waar hij als soldaat diende tijdens de Koreaanse Oorlog. Jacoba Roelofs trouwde met hem. Ze overleed in 1998 in Zwolle en Herman Jorink stierf twaalf jaar later in 2010.